# Roberto Gomes
Pour les articles homonymes, voir Gomes.
Roberto Donald Gomes, né le 2 février 2000, est un nageur sud-africain.

## Carrière
Roberto Gomes remporte aux Championnats d'Afrique de natation 2021 à Accra la médaille de bronze sur 400, 800 et 1 500 mètres nage libre.
Il obtient aux Championnats d'Afrique de natation 2022 à Tunis la médaille de bronze sur 4 × 200 mètres nage libre.